# ویکتور هاربور، استرالیای جنوبی
ویکتور هاربور (به انگلیسی: Victor Harbor) یک شهر در استرالیا است که در استرالیای جنوبی واقع شده‌است.